# Jacques Delorsgebouw

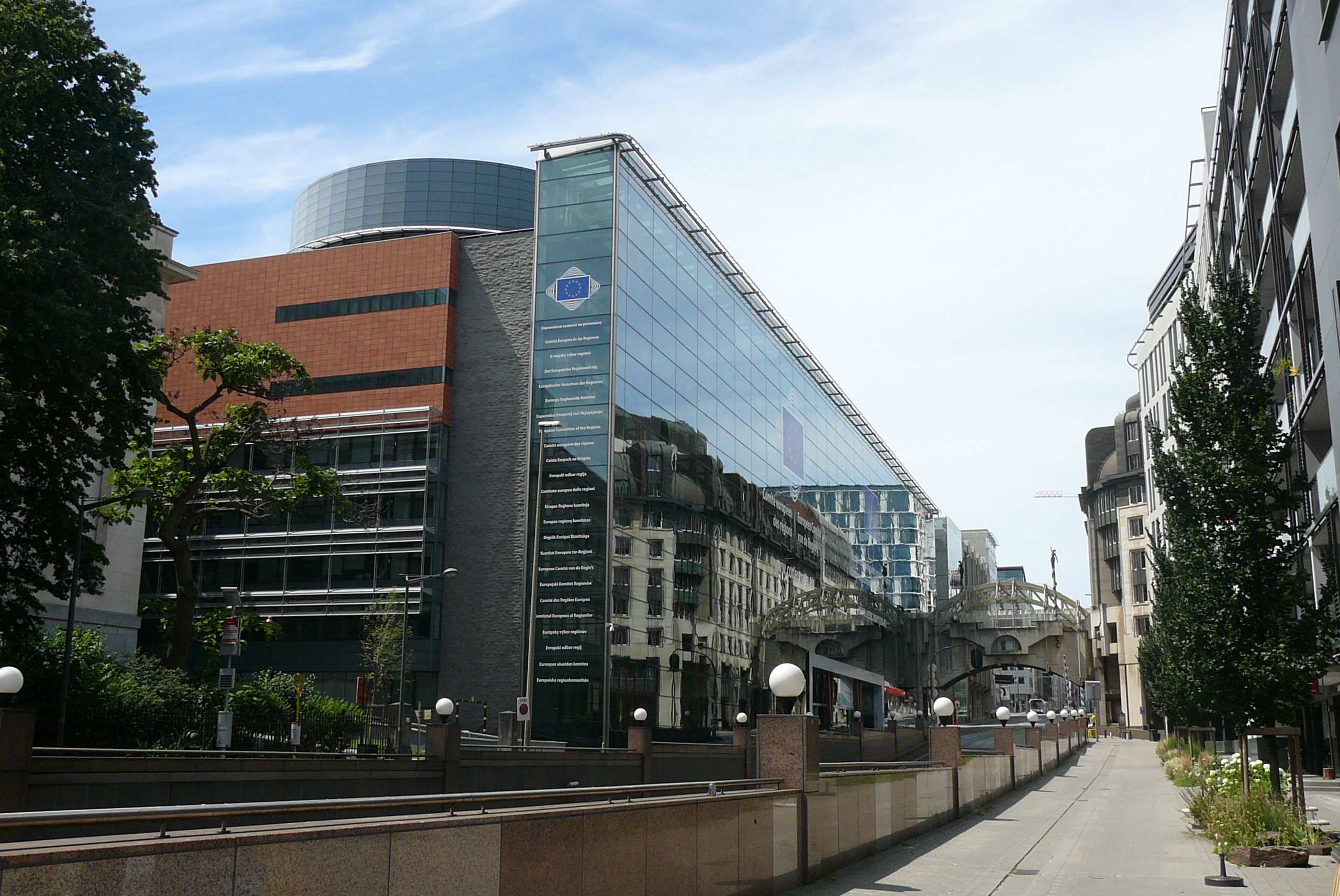
Jacques Delorsgebouw

Het Jacques Delorsgebouw (JDEL) is een gebouw van het Europees Comité van de Regio's en het Europees Economisch en Sociaal Comité in de Belliardstraat 99 in Brussel. Het gebouw heette vroeger Belliardgebouw maar werd in 2006 vernoemd naar Jacques Delors, Commissievoorzitter tussen 1985 en 1995. Het werd in de jaren 90 gebruikt door diensten van het Europees Parlement (tot het verhuisde naar de Leopoldruimte) en werd in de jaren 2000 gerenoveerd om onderdak te geven aan de Comités, die beide eveneens kantoorruimte benutten in het aangrenzende Bertha von Suttnergebouw.
Het gebouw is via een loopbrug over de Belliardstraat verbonden met het Van Maerlantgebouw.